# 基滕角

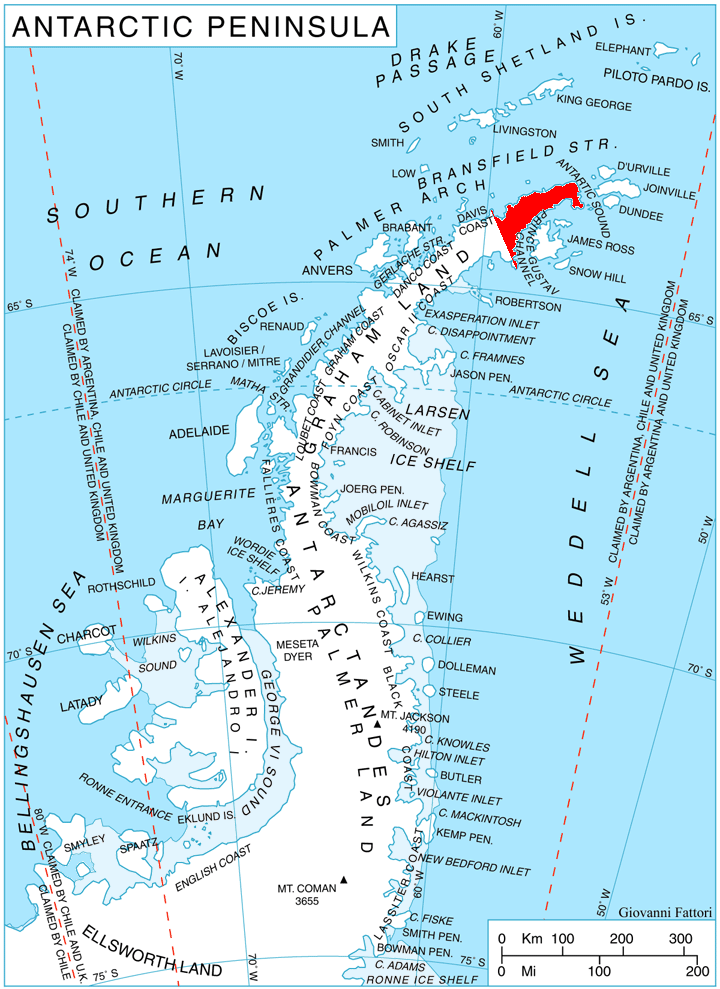

基滕角（英語：Kiten Point）是南極洲的海岬，位於古斯塔夫王子海峽，處於皮特角西南面4.3公里和里斯山東南面7.56公里，是丘多米爾灣入口處的南面，以保加利亞東南部鄉鎮命名，現時由南極條約體系管理。